# Farinha de milho

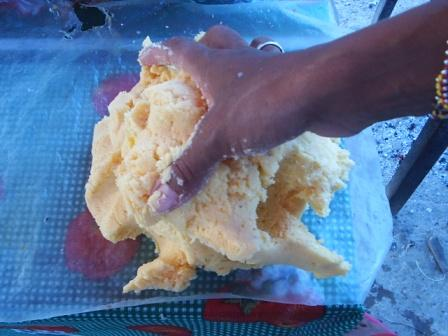
Massa de farinha de milho

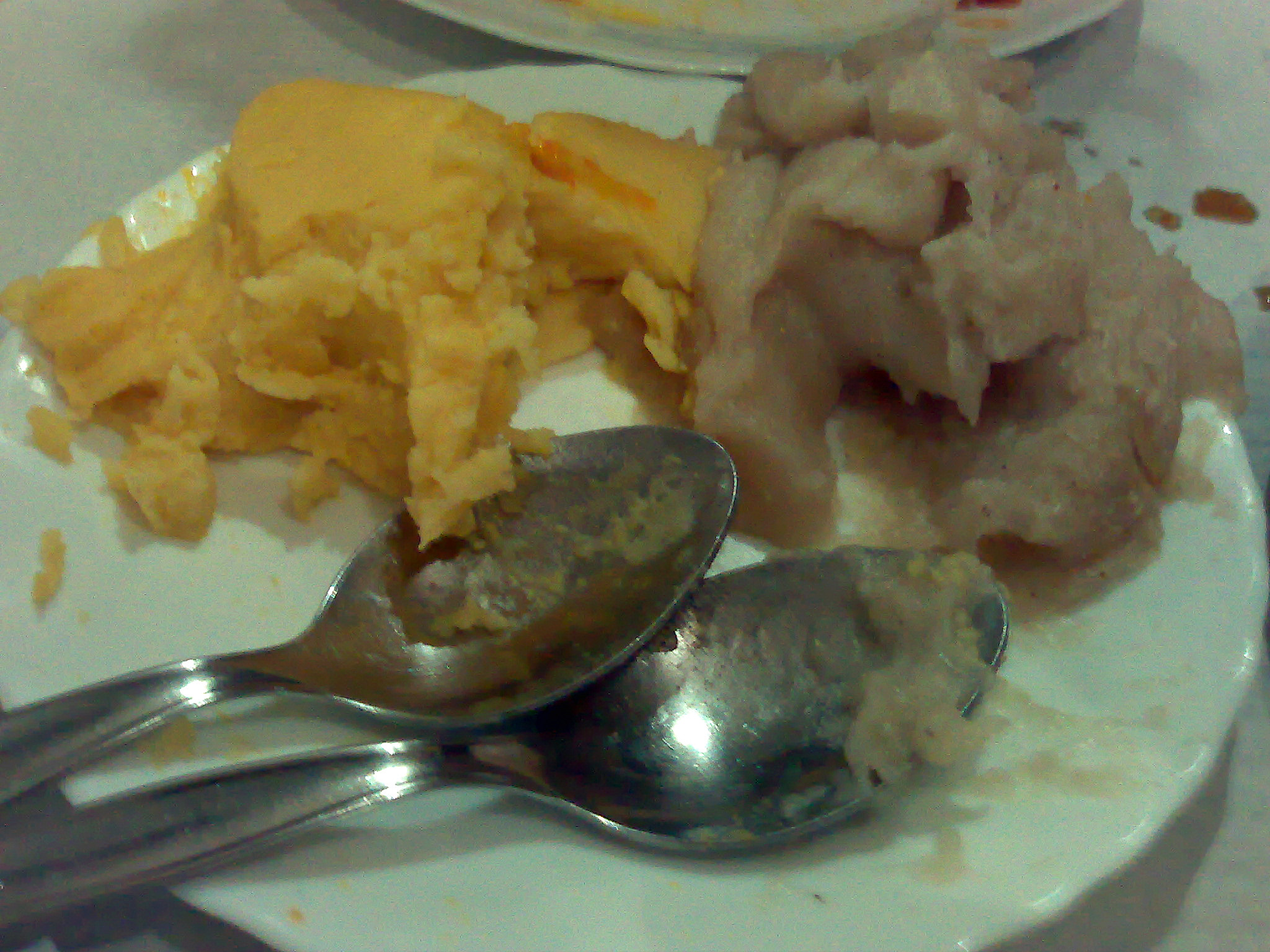
Funge

Farinha de milho é o pó ou granulado que se obtém moendo o milho mediante diferentes métodos. Como cultivo tradicional dos povos originários da África e das Américas, é nestas partes do mundo onde mais se consome, sendo parte fundamental da culinária de Angola, do Brasil, da Colômbia, do México, de Moçambique, do Peru e da Venezuela.

## História
Nativo da América Central, o milho era conhecido como abati entre os povos tupis-guaranis, ocupando um papel central na vida dos ameríndios. Com a colonização do Brasil, o milho garantiu a sobrevivência e a melhor adaptação dos europeus - cuja cultura estava alicerçada no trigo - às adversidades e possibilidades proporcionadas pelo meio que encontram no território. Um alimento se tornou fundamental: a farinha de milho. Embora as comunidades indígenas já produzissem farinha, com a introdução do monjolo pelos portugueses, a produção foi muito facilitada, ajudando no desenvolvimento de diversos pratos da culinária brasileira.

## Em Angola
Em Angola, a farinha de milho é usada para fazer o funge e a quissângua (ou bulunga). O funge ou pirão é o acompanhamento base da alimentação das populações de Angola.
A quissângua é uma bebida tradicional do povo ovimbundo do sul de Angola.

## No Brasil
No Brasil, de acordo com a ANVISA, "fubá" e "farinha de milho" são sinônimos, significando o produto obtido pela moagem do grão de milho (Zea mays L.), desgerminado ou não.
Não obstante essa definição oficial, em linguagem coloquial brasileira geralmente se reserva a designação "fubá" para a farinha moída mais fina, usada em bolos, angus e polentas, enquanto se chama de "farinha de milho" o produto mais grosso, em flocos, usado em farofas e cuscuzes. O processo de fabricação também é diferente: o fubá é feito pela moagem de grãos secos de milho, enquanto a farinha de milho é feita a partir de uma massa de grãos macerados, esmagados, peneirados e por fim floculados.